# Robert Mertens
Robert Mertens (San Pietroburgo, 1º dicembre 1894 – Germania, 23 agosto 1975) è stato un erpetologo tedesco.

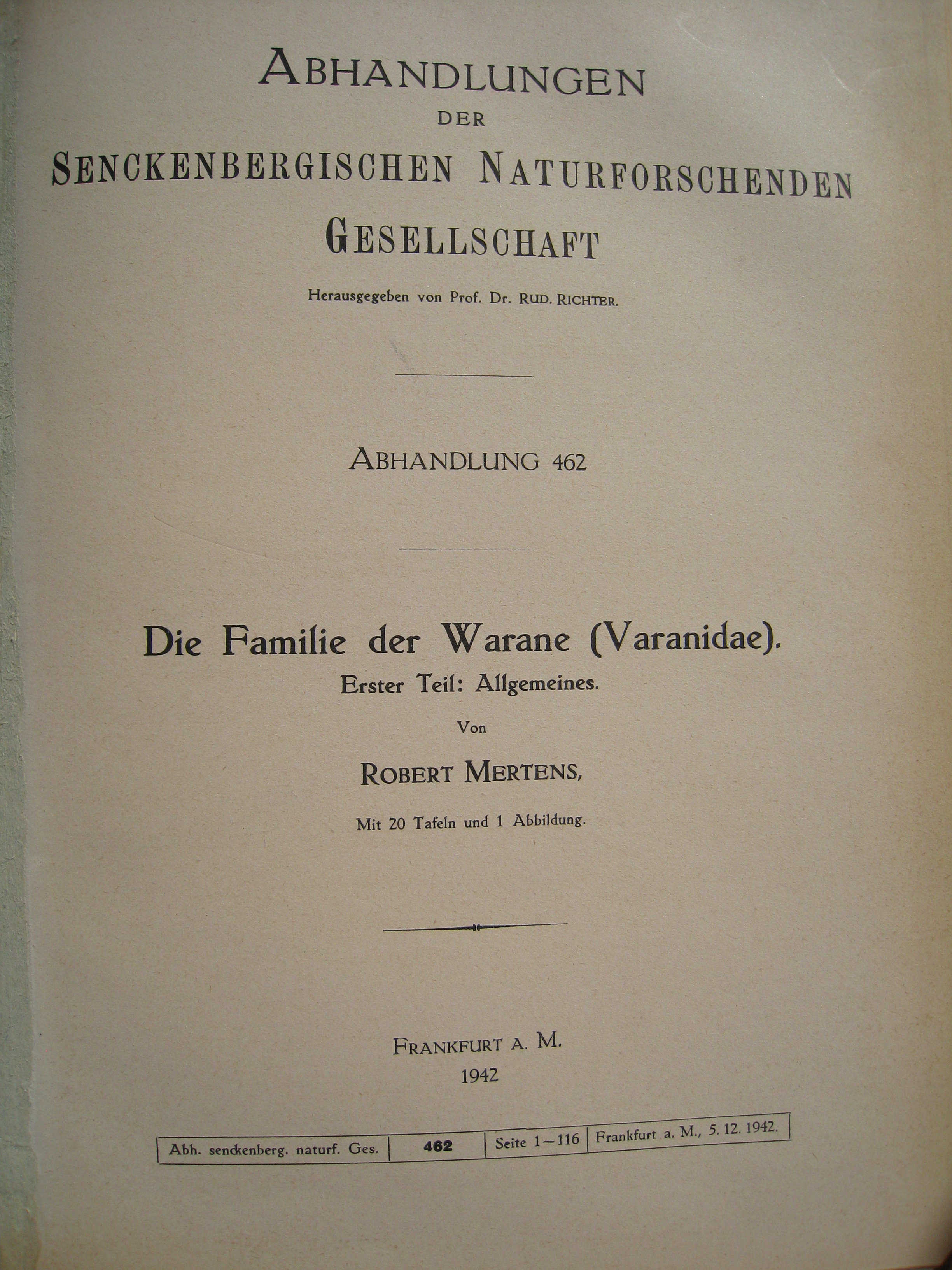
Prima pagina dal testo Die Familie der Warane (Varanidae). Erster Teil: Allgemeines di Mertens, 1942

Nato in Russia, a San Pietroburgo, Mertens si trasferì in Germania e si iscrisse all'Università di Lipsia, dove si laureò in zoologia nel 1916. Dopo aver lavorato per alcuni anni presso il Museo Senckenberg di Francoforte, venne nominato professore all'Università di Francoforte nel 1932. Oltre al lavoro come curatore del museo, occupò vari posti di rilievo all'Università ed effettuò numerosi viaggi in tutto il mondo per studiare le lucertole (specialmente Varanidi, Lacertidi e gechi), visitando Indonesia, Namibia ed El Salvador.
Robert Mertens è stato l'autore di vari libri di zoologia, come La Vie des Amphibiens et Reptiles del 1959. La sua traduzione inglese, The World of Amphibians and Reptiles, venne pubblicata nel 1960.
Morì avvelenato dopo essere stato morso da un serpente degli uccelli di savana (Thelotornis capensis) domestico che stava nutrendo.
A lui devono il nome il geco diurno di Mertens, il varano d'acqua di Mertens e un particolare tipo di mimetismo, quello mertensiano.